# Jane Freshfield
Jane Quinton Crawford, nota come Jane Henri Freshfield (5 luglio 1814 – East Grimstead, 16 marzo 1901), è stata una scrittrice e alpinista inglese.
Figlia di William Crawford e Dorothy Elizabeth Rees, sposò nel 1840 Henry Ray Freshfield e divenne madre di Douglas William Freshfield il 27 aprile 1845.
Tra le prime donne dell'alpinismo, compì varie imprese sulle Alpi tra il 1859 e il 1861 di cui scrisse in maniera raffinata in alcuni libri che godettero di un discreto successo nel Regno Unito.
Morì nel 1901 a Kidbrooke Park, East Grimstead, nel Sussex.

## Opere
- Across Country
- Alpine Byways
- From Thonon to Trent